# Carciliini
Carciliini — триба жесткокрылых насекомых из семейства долгоносиков

## Описание
Долгоносики обычно имеют коричневую или смоляно-чёрную окраску.
Головотрубка довольно толстая, не длиннее головы. Постментум стебельчатый, отчётливо расширен к вершине, без хет. Прементум с хетами по бокам и на диске. Глаза большие, сильно поперечные. Виски короче глаз.
Переднегрудь перед тазиками с бороздкой для вкладывания головотрубки, окаймлённой с боков килями, на переднем крае с отчётливой простернальной выемкой и более или менее длинными ресничками. Голени широкие утолщённые короткие. Метэпимер скрыт под надкрыльями, со сглаженной скульптурой, голый. Десятый промежуток надкрылий на уровне заднегруди с более или менее отчётливым вдавлением, который захватывает и девятую бороздку. Основание надкрылий срезано, не выступает лопастевидно вперёд. Мезэпимер расположен почти в одной плоскости с мезэпистерном.

## Систематика
В составе трибы:
- Carcilia
- Laemosaccodes